# Feniers
Feniers (en francès Féniers) és una comuna (municipi) de França, a la regió de la Nova Aquitània, departament de la Cruesa.
La seva població al cens de 1999 era de 93 habitants. Està integrada a la Communauté de communes des Sources de la Cruesa.

## Demografia
| 1968 | 1975 | 1982 | 1990 | 1999 |
| ---- | ---- | ---- | ---- | ---- |
| 136  | 128  | 110  | 105  | 93   |

## Administració
| Període   | Identitat             | Partit |
| --------- | --------------------- | ------ |
| 1994-2001 | Éliane Giron          |        |
| 2001-2008 | Alain Lescure         |        |
| 2008-2010 | Jean-Claude Alamarguy |        |
| 2010-     | Nathalie Peyrat       |        |